# Festival Bananada
Bananada é um festival de música brasileiro de pop rock que ocorre anualmente, desde 1999, em Goiânia. Foi criado pelo produtor cultural Fabrício Nobre, que queria divulgar a sua banda e outras bandas do seu selo musical.

## Edições

### 2001 (3ª edição)[3]
Datas: 18 a 20 de maio de 2001
Local: Centro Cultural Martim Cererê
A terceira edição do Bananada reuniu 1.500 pessoas em 20 shows de rock.
- Trans Am (EUA)
- Man or Astroman? (EUA)
- Relespública
- Vícios da Era
- Prot(o)
- Supersoniques
- Hang the Superstars
- Carbona
- Low Tech All Stars
- Irmãos Rocha!
- Mechanics
- Cuba Drinker & The Hi-Fi's
- Bois de Gerião
- MQN

### 2002 (4ª edição)[5]
Datas: 10 a 12 de maio de 2002
Local: Centro Cultural Martim Cererê
- Watts (EUA)
- Sérgio Dias
- Autoramas
- Bidê ou Balde
- Matanza
- Cachorro Grande
- Thee Butcher's Orchestra
- Forgotten Boys
- Mechanics
- Violins and Old Books
- Os Pistoleiros
- Valv
- Lusbel Is a Jazz Project
- The Planets
- NEM
- Faicheclers
- TNYFBB
- Retrofoguetes
- Casino
- Motorama
- Fantasma de Agnes
- MQN
- Go!
- Trissônicos
- Phonopop
- Jerusos
- Rockacola
- A Coisa

### 2003 (5ª edição)[6]
Datas: 23 a 25 de maio de 2003
Local: Centro Cultural Martim Cererê
- Garotos Podres
- BNegão e Seletores de Frequência
- Móveis Coloniais de Acaju
- brincando de deus
- Jess Saes
- Hang The Superstars
- Mechanics
- Laranja Freak
- BillyGoat
- Resistentes
- Señores
- Shakemakers
- Os Reaças
- Hot Rod Combo
- Prot(o)
- Trissônicos
- NEM
- Mulfisofá
- Pata de Elefante
- Sonic Volt
- TNYFBB
- Olho de Peixe
- Ressonância Mérfica
- Flores Indecentes
- Jorge Cabeleira
- Pipodélica
- Forgotten Boys
- Violins
- MQN
- Cherry Bomb
- Chantilly
- Necropsy
- Réu e Condenado
- Namoska
- Barfly

### 2004 (6ª edição)
- The Lemonheads[7][8]
- Superguidis
- All Systems Go!
- Wander Wildner
- NEM
- Bois de Gerião
- Cherry Bomb
- Macaco Velho
- Mechanics
- Krápulas
- Nervoso
- The Books
- Caipirinhas
- Fal e os Rollin’ Chamas

### 2007 (9ª edição)[9]
Datas: 18 a 20 de maio de 2007
Local: Centro Cultural Martim Cererê
Nesta edição, o evento foi formado em boa parte por bandas locais (das 46 atrações, 21 eram de Goiás) e contou com a participação de estrangeiros como Daddy O' Grande (Estados Unidos) e Born A Lion (Portugal).

### 2010 (12ª edição)[10]
Local: Centro Cultural Martim Cererê
Nesta edição, os principais shows foram de Nevilton e Black Drawing Chalks.
- Nevilton
- Black Drawing Chalks
- Comunidade Nin-Jitsu
- Trans Am (EUA)
- Man or Astroman? (EUA)
- Watts (EUA)
- Damo Suzuki
- Procura-se Quem Fez Isso
- Plástico Lunar
- Trivoltz
- Johnny Suxxx And The Fuckin' Boys
- Oye!
- Mechanics

### 2013 (15ª edição)[11][12][13]
Datas: 13 a 19 de maio de 2013
Local: Centro Cultural Oscar Niemeyer
- Tulipa Ruiz
- Brendan Benson[17]
- Black Drawing Chalks
- MQN
- Cambriana
- Far From Alaska
- Dry
- Amp
- Mondo Generator

### 2014 (16ª edição)[18]
- Hellbenders[19]
- Far From Alaska[20]
- Boogarins
- Black Drawing Chalks
- Metz
- Mudhoney
- Cherry Devil[21]

### 2015 (17ª edição)[22]
Datas: 11 a 17 de maio de 2015
- Caetano Veloso[23][24][25]
- Criolo[26][27]
- Pato Fu[26][28]
- Omulu[26]
- Tropkillaz[26][29]
- J Mascis (EUA)[23]
- Boogarins
- Bonde do Rolê
- Karol Conká[29]
- King Tuff (EUA)[23][30]
- Hellbenders
- Wannabe Jalva
- Jaloo[31]
- Camarones Orquestra Guitarrística
- Marrero
- Do Amor
- Magaly Fiels (Chile)
- Caddywhompus (EUA)
- Bruna Mendez
- Merda[32]
- Water Rats[32]
- Francisco, el Hombre[28][33]

### 2016 (18ª edição)[34][35]
Datas: 9 e 15 de maio de 2016
Local: Centro Cultural Oscar Niemeyer
- Jorge Ben Jor
- Planet Hemp
- Silva
- Autoramas
- Omulu
- Carne Doce (com Ava Rocha)
- Ogi
- Siba
- Juçara Marçal
- Supercordas
- Liniker e Bike
- Frank Jorge
- Yonatan Gat (Israel/EUA)
- Supercordas
- My Magical Glowing Lens
- Sara Não Tem Nome
- Felipe Cordeiro
- Killing Chainsaw
- Riviera Gaz
- Matias Cena (Chile)
- Martin
- Mahmed
- Ventre
- Vitreaux
- Kastelijns
- Ando the Band
- Hellbenders
- The Helio Sequence (EUA)
- Molho Negro
- Quarto Negro
- Fingerfingerrr
- Wolf Gang

### 2017 (19ª edição)[36][37]
Datas: 8 e 14 de maio de 2017
Local: Centro Cultural Oscar Niemeyer
- Os Mutantes
- Mano Brown[39]
- Céu
- BaianaSystem
- Scalene
- Maria Gadú
- Boogarins
- Karol Conká
- Liniker e os Caramelows
- Tulipa Ruiz
- Carne Doce
- Teto Preto
- DJ Patife
- Rakta

### 2018 (20ª edição)[40][41][42]
Datas: 7 a 13 de maio de 2018
Local: Arena Bananada
Devido à ousadia da edição anterior, o Festival fechou 2017 no vermelho, e quase não voltou em 2018. Com isso, a edição 2018 veio mais modesta para “pagar a anterior”. A principal atração foi Gilberto Gil, com o show especial de 40 anos do disco Refavela.
- Gilberto Gil[40][44]
- Pabllo Vittar[44]
- Emicida
- BaianaSystem
- Fresno
- Carne Doce
- Boogarins
- Cashu
- Gorduratrans

### 2019 (21ª edição)[45][46][47]
Datas: 12 a 18 de agosto de 2019
Local: Passeio das Águas Shopping
As principais atrações desta edição foram a cantora Pitty, apresentando seu novo disco Matriz, o dueto entre Tulipa Ruiz & João Donato e Criolo. 
- Pitty
- Tulipa Ruiz & João Donato
- Criolo[48][49]
- Duda Beat[50]
- Baco Exu do Blues[51]
- Day Limns[52]
- Metá Metá
- Black Alien[51]
- Jaloo feat MC Tha
- Teto Preto[49]
- Liniker e os Caramelows
- Luedji Luna
- Luiza Lian[49]
- Bixiga 70
- Edgar
- Tuyo
- Terno Rei[50]
- Gustavo Bertoni (Scalene)
- Frente Cumbiero (Colômbia)
- Paus (Portugal)[53]
- The Holydrug Couple (Chile)
- Jessica Caitano
- Feminine Hi-Fi
- Dani Vieira
- Saskia
- Brvnks
- Mateus Carrilho
- Davi Sabbag
- Bruna Mendez
- Beto Cupertino
- Caffeine Lullabies
- Faul
- Kefing
- Gabb Borghetti
- Afrika Billy
- Bruno Caveira
- Raul Majadas

### 2020
A edição 2020 foi cancelada devido às crises de saúde e econômica causadas pela pandemia do coronavírus, em todo o mundo.

### 2021 -Bananada BR
Intitulada de Bananada BR, a edição de 2021 foi realizada on-line e totalmente gratuita. Gravados em estúdios entre São Paulo e Goiânia, durante três finais de semana, a programação contará com apresentações e breves entrevistas, dividido em três regiões: Goiás; Nordeste/Sul; e Sudeste/Norte.
- Edição Goiás: Boogarins, João Thomé, Davi Sabbag, Bruna Mendez, La Rossa, Fred Valle + Adriel Vinícius, Cristiane Perné, MÍLIAN, Mundhumano, Carabobina, Carne Doce, Dj Ceciloui.
- Edição Nordeste/Sul: Tuyo (PR), RRocha (RS), Don L (CE), Larissa Luz (BA), Luana Flores (PB), Kae Guajajara (MA/RJ), Fusage (PR), Lau e Eu (SE), Lúcio Maia (RN).
- Edição Sudeste/Norte: Tulipa Ruiz (SP), Felipe Cordeiro (PA), Victor Xamã (AM), Juçara Marçal convida Kiko Dinucci (SP), Troá! (RJ), Aíla (PA), Olympyc (SP), Lô Bento (GO/RO), ÀIYÉ (RJ).